# 500 miles d'Indianapolis 1953
GP précédent GP suivant
Les 500 miles d'Indianapolis 1953 (XXXVIIth Indianapolis Motor Sweepstakes), courus sur l'Indianapolis Motor Speedway et organisés le samedi 30 mai 1953, ont été remportés par le pilote américain Bill Vukovich sur une Kurtis Kraft-Offenhauser.
L'épreuve comptait pour le championnat national américain (AAA) mais également pour le championnat du monde des pilotes, dont elle constituait la vingt-cinquième épreuve et la deuxième manche de la saison.

## Contexte avant la course

### Le championnat du monde
Instauré en 1950, le championnat du monde des conducteurs inclut les 500 miles d'Indianapolis, disputés sous l'ancienne formule internationale, en plus des Grands Prix traditionnels du championnat, courus une nouvelle fois sous la réglementation formule 2. Traditionnellement, seuls les spécialistes américains de l'AAA participent à Indianapolis, deuxième épreuve du championnat mondial, disputée plus de quatre mois après le Grand Prix d'Argentine. En 1952, le champion italien Alberto Ascari avait disputé l'épreuve au volant d'une Ferrari 375 modifiée pour la circonstance, et sa performance sur ce circuit qu'il découvrait avait étonné ses pairs. La Scuderia Ferrari ne renouvelle pas l'expérience cette saison, et malgré une proposition d'Ernie Ruiz de piloter la voiture initialement destinée à Troy Ruttman, blessé, Ascari va renoncer à disputer une seconde fois les 500 miles.

### Le circuit

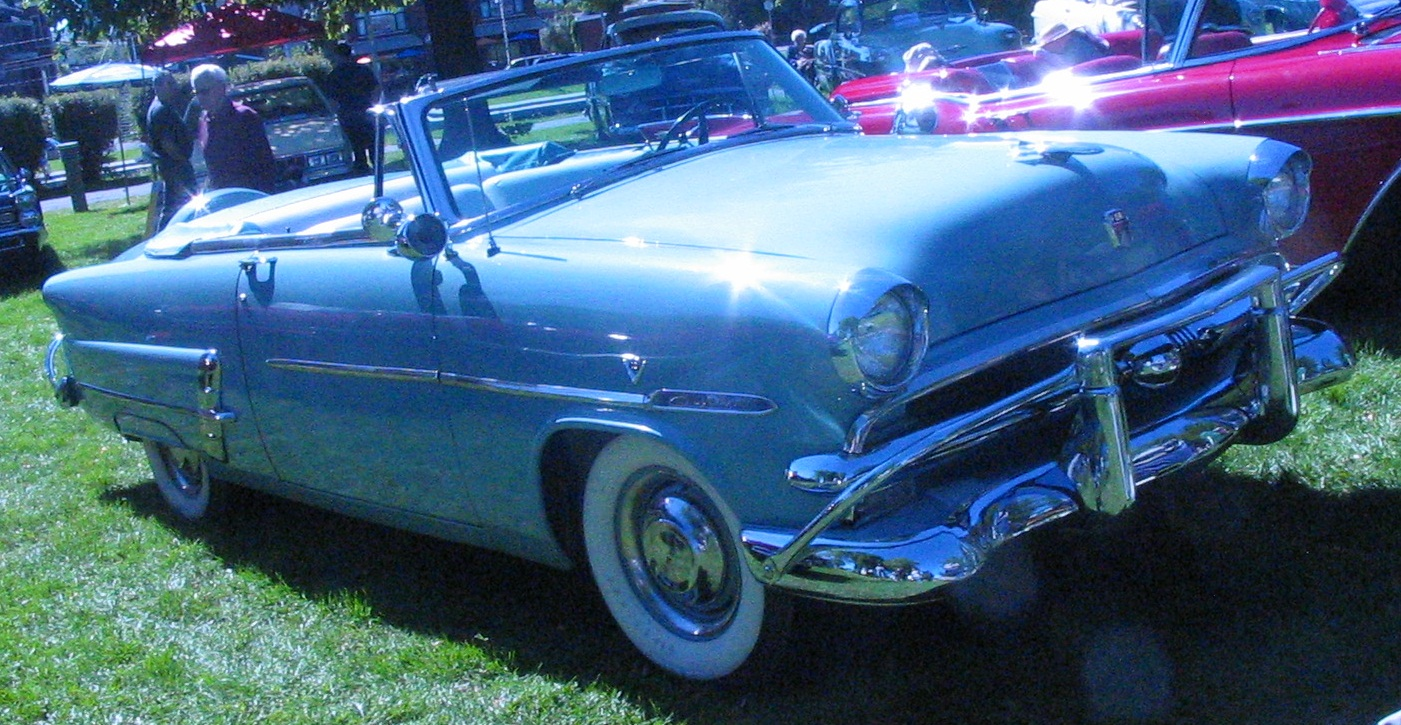
Une Ford Crestline Sunliner Convertible, voiture de sécurité de l'édition 1953 des 500 miles.

La piste d'Indianapolis est un circuit rectangulaire comportant quatre virages relevés à rayon constant, développant 2,5 milles (en anglais 'miles'), soit 4,023 km. Le circuit fut créé en 1909, le revêtement était alors constitué de graviers, remplacés quelque temps plus tard par des briques rouges. Depuis les années 1930, le circuit alterne portions en Tarmac et portions en briques. Si à première vue le tracé parait peu technique, les spécialistes s'accordent à dire qu'Indianapolis est un circuit très sélectif : pour le journaliste et pilote amateur Giovanni Lurani, c'est « un parcours qui n'a pas son égal au monde, réclamant une adresse toute spéciale et une parfaite connaissance des lieux. »
Contrairement aux Grands Prix européens, le départ est de type lancé, après un tour accompli derrière la voiture de sécurité (cette année une Ford Crestline Sunliner Convertible).

## Monoplaces en lice
Les monoplaces engagées sont spécialement adaptées à ce circuit extrêmement rapide, qui ne comporte que des virages à gauche. Entre autres adaptations, le moteur est décalé sur la gauche du châssis.
Le moteur Offenhauser à quatre cylindres équipe près de 90 % des engagés, il est cependant concurrencé par le performant moteur Novi (8 cylindres - 3 litres à compresseur), dont était pourvue la monoplace la plus rapide l'année précédente. Plus de la moitié des concurrents disposent d'un châssis Kurtis Kraft, constructeur victorieux en 1950 et 1951.
Présente l'an passé avec Alberto Ascari, la Scuderia Ferrari avait à nouveau engagé une Ferrari 375 Spl. pour le champion du monde en titre, mais a finalement déclaré forfait.

## Coureurs inscrits
| no | Pilote                     | Écurie                   | Monoplace (nom officiel)            | Constructeur | Châssis                  | Moteur         | Pneumatiques |
| 2  | Jim Rathmann               | Ernest Ruiz              | Travelon Trailer Spl.               | Kurtis Kraft | Kurtis Kraft 500B        | Offenhauser L4 | F            |
| 3  | Sam Hanks                  | Ed Walsh                 | Bardahl Spl.                        | Kurtis Kraft | Kurtis Kraft 4000        | Offenhauser L4 | F            |
| 4  | Duane Carter               | Miracle Power            | Miracle Power Spl.                  | Lesovsky     | Lesovsky                 | Offenhauser L4 | F            |
| 5  | Jack McGrath               | Jack Hinkle              | Hinkle Spl.                         | Kurtis Kraft | Kurtis Kraft 4000        | Offenhauser L4 | F            |
| 6  | Jim Rathmann               | Ed Walsh                 | Wynn’s Friction Proofing Spl.       | Moore        | Moore                    | Offenhauser L4 | F            |
| 7  | Paul Russo                 | Federal Engineering      | Federal Engineering Detroit Spl.    | Kurtis Kraft | Kurtis Kraft 3000        | Offenhauser L4 | F            |
| 8  | Jimmy Bryan                | Blakely Oil              | Blakely Oil Spl.                    | Schroeder    | Schroeder                | Offenhauser L4 | F            |
| 9  | Duke Nalon                 | Novi Governor            | Novi Governor Spl.                  | Kurtis Kraft | Kurtis Kraft             | Novi V8s       | F            |
| 10 | Henry Banks                | Lindsey Hopkins          | Motor Racer Spl.                    | Lesovsky     | Lesovsky                 | Offenhauser L4 | F            |
| 12 | Ernie McCoy                | H.A. Chapman             | Chapman Spl.                        | Stevens      | Stevens                  | Offenhauser L4 | F            |
| 14 | Bill Vukovich              | Howard Keck              | Fuel Injection Spl.                 | Kurtis Kraft | Kurtis Kraft 500A        | Offenhauser L4 | F            |
| 15 | Chet Miller                | Novi Governor            | Novi Governor Spl.                  | Kurtis Kraft | Kurtis Kraft             | Novi V8s       | F            |
| 16 | Art Cross                  | Bessie Lee Paoli         | Springfield Welding Clay Smith Spl. | Kurtis Kraft | Kurtis Kraft 4000        | Offenhauser L4 | F            |
| 17 | Joe Sostilio               | Murrell Belanger         | Belanger Motors Spl.                | Kurtis Kraft | Kurtis Kraft 500A        | Chrysler V8    | F            |
| 21 | Johnnie Parsons            | Belond Equa-Flow         | Belond Equa-Flow Exhaust Spl.       | Kurtis Kraft | Kurtis Kraft 500B        | Offenhauser L4 | F            |
| 22 | Marshall Teague            | Pure Oil                 | Hart Fullerton Spl.                 | Kurtis Kraft | Kurtis Kraft 4000        | Offenhauser L4 | F            |
| 23 | Walt Faulkner Johnny Mantz | Casaroll                 | Auto Shippers Spl.                  | Kurtis Kraft | Kurtis Kraft 500A        | Offenhauser L4 | F            |
| 24 | Cliff Griffith             | Ed Walsh                 | Bardahl Spl.                        | Kurtis Kraft | Kurtis Kraft 500B        | Offenhauser L4 | F            |
| 25 | George Connor              | Roger Wolcott            | Chrysler Spl.                       | Kurtis Kraft | Kurtis Kraft 500A        | Chrysler V8    | F            |
| 26 | Eddie Johnson              | City of Detroit          | Detroit Spl.                        | Kurtis Kraft | Kurtis Kraft 4000        | Offenhauser L4 | F            |
| 28 | Pat O’Connor               | Slick Racers             | Slick Racers Spl.                   | Deidt        | Deidt Tuffanelli Derrico | Offenhauser L4 | F            |
| 29 | Bob Scott                  | Belond Equa-Flow         | Belond Equa-Flow Exhaust Spl.       | Bromme       | Bromme                   | Offenhauser L4 | F            |
| 31 | Len Duncan                 | Caccia Motors            | Caccia Motors Spl.                  | Schroeder    | Schroeder                | Offenhauser L4 | F            |
| 32 | Andy Linden                | Rotary Engineering       | Cop-Sil-Loy Brake Spl.              | Stevens      | Stevens                  | Offenhauser L4 | F            |
| 33 | Art Cross                  | Ray Brady                | Springfield Welding Clay Smith Spl. | Kurtis Kraft | Kurtis Kraft 4000        | Offenhauser L4 | F            |
| 34 | Eddie Sachs                | Ludson Morris            | Morris Spl.                         | Kurtis Kraft | Kurtis Kraft 2000        | Offenhauser L4 | F            |
| 35 | Buzz Barton                | L.E. Parks               | Parks Offenhauser Spl.              | Pawl         | Pawl                     | Offenhauser L4 | F            |
| 36 | Potsy Goacher              | Sid Street               | Sid Street Motors Spl.              | Pankratz     | Pankratz D               | Offenhauser L4 | F            |
| 38 | Don Freeland               | Bob Estes                | Bob Estes Spl.                      | Watson       | Watson Indy Roadster     | Offenhauser L4 | F            |
| 39 | Bill Taylor                | Lindsey Hopkins          | Blue Crown Spark Plug Spl.          | Lesovsky     | Lesovsky                 | Offenhauser L4 | F            |
| 41 | Gene Hartley               | Federal Engineering      | Federal Engineering Detroit Spl.    | Kurtis Kraft | Kurtis Kraft 4000        | Offenhauser L4 | F            |
| 42 | Bill Cantrell              | Emmet Malloy             | Malloy Spl.                         | Pankratz     | Pankratz D               | Offenhauser L4 | F            |
| 43 | Roy Newman                 | Roy Newman               | Roy Newman Spl.                     | Maserati     | Maserati 8CTF            | Maserati L8s   | F            |
| 44 | Leroy Warriner             | Jim Robbins              | Jim Robbins Spl.                    | Kurtis Kraft | Kurtis Kraft 1000        | Offenhauser L4 | F            |
| 46 | Johnny Fedricks            | Dunn Engineering         | Dunn Engineering Spl.               | Kurtis Kraft | Kurtis Kraft 500B        | Offenhauser L4 | F            |
| 48 | Jimmy Daywalt              | Chapman Root             | Sumar Spl.                          | Kurtis Kraft | Kurtis Kraft 3000        | Offenhauser L4 | F            |
| 49 | Bill Holland               | Ray Crawford             | Crawford Spl.                       | Kurtis Kraft | Kurtis Kraft 500B        | Offenhauser L4 | F            |
| 51 | Bob Sweikert               | Dean Van Lines           | Dean Van Lines Spl.                 | Kuzma        | Kuzma Indy Roadster      | Offenhauser L4 | F            |
| 52 | Duke Dinsmore              | Tom Sarafoff             | Tom Sarafoff Spl.                   | Kurtis Kraft | Kurtis Kraft 2000        | Offenhauser L4 | F            |
| 53 | Jimmy Davies               | Pat Clancy               | Pat Clancy Spl.                     | Kurtis Kraft | Kurtis Kraft 500B        | Offenhauser L4 | F            |
| 55 | Jerry Hoyt                 | John Zink                | John Zink Spl.                      | Kurtis Kraft | Kurtis Kraft 4000        | Offenhauser L4 | F            |
| 56 | Johnny Thomson             | Dr. Sabourin             | Dr. Sabourin Spl.                   | Del Roy      | Del Roy                  | Offenhauser L4 | F            |
| 57 | Hal Robson                 | Voelker                  | Voelker Spl.                        | Voelker      | Voelker                  | Voelker V12    | F            |
| 59 | Fred Agabashian            | Grancor-Elgin Piston Pin | Grancor-Elgin Pstn. Pin Spl.        | Kurtis Kraft | Kurtis Kraft 500B        | Offenhauser L4 | F            |
| 61 | Bill Holland               | Slick Racers             | Slick Racers Spl.                   | Kurtis Kraft | Kurtis Kraft 3000        | Offenhauser L4 | F            |
| 62 | Spider Webb                | 3-L Racing Team          | Lubri-Loy Spl.                      | Kurtis Kraft | Kurtis Kraft 3000        | Offenhauser L4 | F            |
| 63 | Danny Oakes                | Lindsey Hopkins          | Hopkins Spl.                        | Moore        | Moore                    | Offenhauser L4 | F            |
| 64 | Pat O’Connor               | Engle-Stanko             | Engle-Stanko Spl.                   | Kurtis Kraft | Kurtis Kraft 4000        | Offenhauser L4 | F            |
| 65 | Allen Heath                | Commercial Motor Freight | Commercial Motor Freight Spl.       | Ewing        | Ewing D                  | Offenhauser L4 | F            |
| 66 | Johnnie Tolan              | Roger Wolcott            | Chrysler Spl.                       | Kurtis Kraft | Kurtis Kraft 500A        | Chrysler V8    | F            |
| 67 | Johnnie Kay                | Glessner                 | Jeanie-Lee Spl.                     | Clemons      | Clemons                  | Offenhauser L4 | F            |
| 69 | Joe Barzda                 | California Speed         | Barzda Spl.                         | Maserati     | Maserati 8CTF            | Maserati L8s   | F            |
| 71 | Jackie Holmes              | Merkler Machine Works    | Merkler Machine Works Spl.          | Kurtis Kraft | Kurtis Kraft             | Offenhauser L4 | F            |
| 73 | Carl Scarborough           | Lee Elkins               | McNamara Spl.                       | Kurtis Kraft | Kurtis Kraft 2000        | Offenhauser L4 | F            |
| 74 | Pat O’Connor               | Brown Motors             | Brown Motors Co Spl.                | Schroeder    | Schroeder                | Offenhauser L4 | F            |
| 75 | Wayne Selser               | Christy                  | Christy Spl.                        | Christy      | Christy                  | Offenhauser L4 | F            |
| 76 | George Fonder              | George Leitenberger      | Leitenberger Spl.                   | Silnes       | Silnes                   | Offenhauser L4 | F            |
| 77 | Pat Flaherty               | Peter Schmidt            | Peter Schmidt Spl.                  | Kurtis Kraft | Kurtis Kraft 3000        | Offenhauser L4 | F            |
| 78 | Cal Niday                  | Storey-Nicketts          | Storey-Nicketts Spl.                | Kurtis Kraft | Kurtis Kraft 4000        | Offenhauser L4 | F            |
| 79 | Frank Army                 | Mel Wiggers              | Mel-Rae Spl.                        | Kurtis Kraft | Kurtis Kraft 4000        | Offenhauser L4 | F            |
| 81 | Len Duncan                 | Pete Salemi              | Central Excavating Spl.             | Trevis       | Trevis Indycar           | Offenhauser L4 | F            |
| 82 | Johnny Roberts             | William Burns            | William Burns Spl.                  | Kurtis Kraft | Kurtis Kraft 2000        | Offenhauser L4 | F            |
| 83 | Mike Nazaruk               | Lee Elkins               | Kalamazoo Spl.                      | Turner       | Turner                   | Offenhauser L4 | F            |
| 84 | Bill Homeier               | Coast Grain Co.          | Coast Grain Co. Spl.                | Lesovsky     | Lesovsky                 | Offenhauser L4 | F            |
| 85 | Johnnie Tolan              | Blakely Oil              | Blakely Spl.                        | Kurtis Kraft | Kurtis Kraft 4000        | Offenhauser L4 | F            |
| 86 | Bill Boyd                  | Merz Engineering         | Merz Engineering Spl.               | Kurtis Kraft | Kurtis Kraft 2000        | Offenhauser L4 | F            |
| 87 | Bill Homeier               | Cal Connell              | Connell Spl.                        | Kurtis Kraft | Kurtis Kraft 500B        | Cadillac V8    | F            |
| 88 | Manny Ayulo                | Peter Schmidt            | Peter Schmidt Spl.                  | Kuzma        | Kuzma Indy Roadster      | Offenhauser L4 | F            |
| 89 | Spider Webb                | R.A. Cott                | Fadely-Anderson Spl.                | Maserati     | Maserati 8CTF            | Offenhauser L4 | F            |
| 91 | Red Hamilton               | Clyde Dillon             | Dillon Spl.                         | Kurtis Kraft | Kurtis Kraft 4000        | Offenhauser L4 | F            |
| 92 | Rodger Ward                | M.A. Walker Electric     | M.A. Walker Spl.                    | Kurtis Kraft | Kurtis Kraft 4000        | Offenhauser L4 | F            |
| 93 | Al Herman                  | Traylor Engineering      | Traylor Engineering Spl.            | Kurtis Kraft | Kurtis Kraft 2000        | Offenhauser L4 | F            |
| 95 | Jorge Daponte              | Wayne                    | Wayne Spl.                          | Johnson      | Johnson                  | Wayne L6       | F            |
| 96 | Jud Larson                 | Helin Flyer              | Helin Flyer Spl.                    | Snowberger   | Snowberger               | Offenhauser L4 | F            |
| 97 | Alberto Ascari             | Scuderia Ferrari         | Ferrari 375 Spl.                    | Ferrari      | Ferrari 375 S            | Ferrari V12    | F            |
| 97 | Chuck Stevenson            | JC Agajanian             | Agajanian Spl.                      | Kuzma        | Kuzma Indy Roadster      | Offenhauser L4 | F            |
| 98 | Tony Bettenhausen          | JC Agajanian             | Agajanian Spl.                      | Kuzma        | Kuzma Indy Roadster      | Offenhauser L4 | F            |
| 99 | Cal Niday                  | Murrell Belanger         | Miracle Power Spl.                  | Kurtis Kraft | Kurtis Kraft 4000        | Offenhauser L4 | F            |

- Remarque : Un pilote peut être inscrit sur plusieurs voitures. De même, plusieurs pilotes peuvent tenter de qualifier une même voiture. Un numéro de concurrent peut être réattribué à un autre : le numéro 97 fut attribué à Stevenson après forfait d'Alberto Ascari.

## Qualifications
Les essais qualificatifs sont prévus les deux week-ends précédant la course. Trente-trois pilotes seront admis à la course, chaque tentative de qualification s'effectuant sur quatre tours lancés, avec moyenne minimale imposée de 185 km/h.
Le vendredi 15 mai, veille des séances officielles, Chet Miller se tue à l'entraînement, victime d'une sortie de piste au volant de sa Novi Spl. Il détenait le record des qualifications sur cette piste, avec une moyenne de plus de 224 km/h réalisée en 1952.
Le samedi 16 mai étant pluvieux, c'est le lendemain dimanche que débutent effectivement les qualifications. Cette première journée ("Pole Day") détermine les premières places au départ, les pilotes se qualifiant les journées suivantes ne pouvant prétendre obtenir une place en début de grille. Déjà parmi les plus rapides l'année précédente, Bill Vukovich accomplit ses quatre tours lancés à la moyenne de 222,720 km/h. La pluie tombant peu après met fin à cette journée, assurant à Vukovich la pole position, devant Fred Agabashian et Jack McGrath qui s'élanceront également de la première ligne. Sept pilotes seulement se sont qualifiés ce 17 mai.
Le temps se montre plus clément pour le deuxième week-end de qualification. Vingt pilotes s'assurent une place sur la grille le samedi 23 mai, le plus rapide étant l'ancien vainqueur Johnnie Parsons, avec une moyenne de 221,554 km/h. Six places restent à prendre lors de la dernière séance du 24 mai. Le plus rapide de cette journée est Bill Holland, qui réalise ses quatre tours lancés à la moyenne de 221,877 km/h, soit le deuxième temps absolu des qualifications. Il ne s'élancera cependant qu'en avant dernière ligne, derrière les vingt-sept pilotes qualifiés les jours précédents. Le record établi l'année précédente par Chet Miller n'a pas été battu.
| Pos. | no | Pilote            | Voiture      | Moyenne      | Temps (4 tours) | Écart    |
| 1    | 14 | Bill Vukovich     | Kurtis Kraft | 222,720 km/h | 4 min 20 s 13   |          |
| 2    | 59 | Fred Agabashian   | Kurtis Kraft | 221,359 km/h | 4 min 21 s 73   | + 1 s 60 |
| 3    | 5  | Jack McGrath      | Kurtis Kraft | 219,840 km/h | 4 min 23 s 54   | + 3 s 41 |
| 4    | 88 | Manny Ayulo       | Kuzma        | 219,489 km/h | 4 min 23 s 96   | + 3 s 83 |
| 5    | 32 | Andy Linden       | Stevens      | 218,967 km/h | 4 min 24 s 59   | + 4 s 46 |
| 6    | 98 | Tony Bettenhausen | Kuzma        | 218,909 km/h | 4 min 24 s 66   | + 4 s 53 |
| 7    | 55 | Jerry Hoyt        | Kurtis Kraft | 218,438 km/h | 4 min 25 s 23   | + 5 s 10 |

| Pos. | no | Pilote           | Voiture           | Moyenne      | Temps (4 tours) | Écart    |
| 1    | 21 | Johnnie Parsons  | Kurtis Kraft      | 221,554 km/h | 4 min 21 s 50   |          |
| 2    | 3  | Sam Hanks        | Kurtis Kraft      | 221,335 km/h | 4 min 21 s 76   | + 0 s 26 |
| 3    | 92 | Rodger Ward      | Kurtis Kraft      | 221,233 km/h | 4 min 21 s 88   | + 0 s 38 |
| 4    | 29 | Bob Scott        | Bromme            | 221,174 km/h | 4 min 21 s 95   | + 0 s 45 |
| 5    | 16 | Art Cross        | Kurtis Kraft      | 220,979 km/h | 4 min 22 s 18   | + 0 s 68 |
| 6    | 41 | Gene Hartley     | Kurtis Kraft      | 220,903 km/h | 4 min 22 s 27   | + 0 s 77 |
| 7    | 23 | Walt Faulkner    | Kurtis Kraft      | 220,668 km/h | 4 min 22 s 55   | + 1 s 05 |
| 8    | 38 | Don Freeland     | Watson            | 220,266 km/h | 4 min 23 s 03   | + 1 s 53 |
| 9    | 97 | Chuck Stevenson  | Kuzma             | 219,772 km/h | 4 min 23 s 62   | + 2 s 12 |
| 10   | 7  | Paul Russo       | Kurtis Kraft      | 219,223 km/h | 4 min 24 s 28   | + 2 s 78 |
| 11   | 62 | Spider Webb      | Kurtis Kraft      | 219,141 km/h | 4 min 24 s 38   | + 2 s 88 |
| 12   | 73 | Carl Scarborough | Kurtis Kraft      | 218,768 km/h | 4 min 24 s 83   | + 3 s 33 |
| 13   | 12 | Ernie McCoy      | Stevens           | 218,752 km/h | 4 min 24 s 85   | + 3 s 35 |
| 14   | 48 | Jimmy Daywalt    | Kurtis Kraft      | 218,464 km/h | 4 min 25 s 20   | + 3 s 70 |
| 15   | 22 | Marshall Teague  | Kurtis Kraft      | 218,422 km/h | 4 min 25 s 25   | + 3 s 75 |
| 16   | 83 | Mike Nazaruk     | Turner            | 218,398 km/h | 4 min 25 s 28   | + 3 s 78 |
| 17   | 77 | Pat Flaherty     | Kurtis Kraft      | 218,336 km/h | 4 min 25 s 35   | + 3 s 85 |
| 18   | 2  | Jim Rathmann     | Kurtis Kraft      | 218,333 km/h | 4 min 25 s 35   | + 3 s 86 |
| 19   | 9  | Duke Nalon       | Kurtis Kraft-Novi | 218,003 km/h | 4 min 25 s 76   | + 4 s 26 |
| 20   | 4  | Duane Carter     | Lesovsky          | 217,691 km/h | 4 min 26 s 14   | + 4 s 64 |

| Pos. | no | Pilote         | Voiture      | Moyenne      | Temps (4 tours) | Écart    |
| 1    | 49 | Bill Holland   | Kurtis Kraft | 221,877 km/h | 4 min 21 s 12   |          |
| 2    | 51 | Bob Sweikert   | Kuzma        | 220,274 km/h | 4 min 23 s 02   | + 1 s 90 |
| 3    | 99 | Cal Niday      | Kurtis Kraft | 219,025 km/h | 4 min 24 s 52   | + 3 s 40 |
| 4    | 8  | Jimmy Bryan    | Schroeder    | 218,076 km/h | 4 min 25 s 67   | + 4 s 55 |
| 5    | 53 | Jimmy Davies   | Kurtis Kraft | 217,749 km/h | 4 min 26 s 07   | + 4 s 95 |
| 6    | 56 | Johnny Thomson | Del Roy      | 217,683 km/h | 4 min 26 s 15   | + 5 s 03 |

## Grille de départ
| 1re ligne | Pos. 1                                     |  | Pos. 2                                    |  | Pos. 3                                  |
|           | Bill Vukovich Kurtis Kraft 222,720 km/h    |  | Fred Agabashian Kurtis Kraft 221,359 km/h |  | Jack McGrath Kurtis Kraft 219,840 km/h  |
| 2e ligne  | Pos. 4                                     |  | Pos. 5                                    |  | Pos. 6                                  |
|           | Manny Ayulo Kuzma 219,489 km/h             |  | Andy Linden Stevens 218,967 km/h          |  | Tony Bettenhausen Kuzma 218,909 km/h    |
| 3e ligne  | Pos. 7                                     |  | Pos. 8                                    |  | Pos. 9                                  |
|           | Jerry Hoyt Kurtis Kraft 218,438 km/h       |  | Johnnie Parsons Kurtis Kraft 221,554 km/h |  | Sam Hanks Kurtis Kraft 221,335 km/h     |
| 4e ligne  | Pos. 10                                    |  | Pos. 11                                   |  | Pos. 12                                 |
|           | Rodger Ward Kurtis Kraft 221,233 km/h      |  | Bob Scott Bromme 221,174 km/h             |  | Art Cross Kurtis Kraft 220,979 km/h     |
| 5e ligne  | Pos. 13                                    |  | Pos. 14                                   |  | Pos. 15                                 |
|           | Gene Hartley Kurtis Kraft 220,903 km/h     |  | Walt Faulkner Kurtis Kraft 220,668 km/h   |  | Don Freeland Watson 220,266 km/h        |
| 6e ligne  | Pos. 16                                    |  | Pos. 17                                   |  | Pos. 18                                 |
|           | Chuck Stevenson Kuzma 219,772 km/h         |  | Paul Russo Kurtis Kraft 219,223 km/h      |  | Spider Webb Kurtis Kraft 219,141 km/h   |
| 7e ligne  | Pos. 19                                    |  | Pos. 20                                   |  | Pos. 21                                 |
|           | Carl Scarborough Kurtis Kraft 218,768 km/h |  | Ernie McCoy Stevens 218,752 km/h          |  | Jimmy Daywalt Kurtis Kraft 218,464 km/h |
| 8e ligne  | Pos. 22                                    |  | Pos. 23                                   |  | Pos. 24                                 |
|           | Marshall Teague Kurtis Kraft 218,422 km/h  |  | Mike Nazaruk Turner 218,398 km/h          |  | Pat Flaherty Kurtis Kraft 218,336 km/h  |
| 9e ligne  | Pos. 25                                    |  | Pos. 26                                   |  | Pos. 27                                 |
|           | Jim Rathmann Kurtis Kraft 218,333 km/h     |  | Duke Nalon Kurtis Kraft-Novi 218,003 km/h |  | Duane Carter Lesovsky 217,691 km/h      |
| 10e ligne | Pos. 28                                    |  | Pos. 29                                   |  | Pos. 30                                 |
|           | Bill Holland Kurtis Kraft 221,877 km/h     |  | Bob Sweikert Kuzma 220,274 km/h           |  | Cal Niday Kurtis Kraft 219,025 km/h     |
| 11e ligne | Pos. 31                                    |  | Pos. 32                                   |  | Pos. 33                                 |
|           | Jimmy Bryan Schroeder 218,076 km/h         |  | Jimmy Davies Kurtis Kraft 217,749 km/h    |  | Johnny Thomson Del Roy 217,683 km/h     |

La pole a été réalisée par Bill Vukovich à la moyenne de 222,720 km/h. Il s'agit également du meilleur temps des qualifications.

## Déroulement de la course
La distance de la course étant supérieure à huit cents kilomètres, les concurrents vont devoir ravitailler au moins deux fois en carburant. Le temps est ensoleillé et la chaleur est étouffante ce 30 mai. S'élançant de la pole position, Bill Vukovich prend un excellent départ, et s'extrait en tête du premier virage, devant Manny Ayulo, très bien parti depuis la seconde ligne. À la fin du premier tour, Vukovich a déjà creusé l'écart, devant Ayulo, Tony Bettenhausen et Fred Agabashian. Au deuxième passage devant les stands, Bettenhausen a pris le meilleur sur Ayulo, pour la seconde place. Au quatrième tour, Andy Linden sort et heurte le mur du virage nord-est. Sa voiture s'immobilise au milieu de la piste, la course est neutralisée quelques instants.
Lorsque les lumières jaunes s'éteignent, Vukovich se détache à nouveau. Après dix tours, il compte déjà huit secondes d'avance sur Agabashian, désormais second tandis que Bettenhausen a dû effectuer un arrêt au stand. Art Cross est troisième, juste devant Ayulo et Johnnie Parsons. Personne ne semble en mesure de suivre le rythme de Vukovich, mais la lutte pour la seconde place est serrée entre ses quatre poursuivants, qui vont continuellement échanger leurs positions jusqu'à la première vague de ravitaillements, qui intervient aux environs du cinquantième tour. L'arrêt de Vukovich n'a duré que 47 secondes; reparti cinquième, il retrouve rapidement sa place de leader, les autres pilotes du groupe de tête s'arrêtant peu après.
C'est maintenant Cross qui est en seconde position; il ne semble pas en mesure d'inquiéter Vukovich, qui accentue continuellement son avance. Après quatre-vingts tours, l'écart est monté à quarante secondes entre les deux hommes de tête. Agabashian a perdu du temps lors de son arrêt, son moteur ayant eu des difficultés à redémarrer, mais il effectue une belle remontée qui le ramène bientôt en troisième position. Beaucoup de pilotes souffrent de la très forte chaleur; à la fin du soixante-neuvième tour, Bob Scott a relayé Carl Scarborough, qui s'est arrêté à son stand complètement épuisé. Victime d'un malaise, il décédera peu après à l'hôpital du circuit.
Peu avant la mi-course, Cross doit s'arrêter au stand pour remplacement des pneus et perd deux places; il repart quatrième, derrière Vukovich, confortable leader, Agabashian et Sam Hanks. Agabashian, incommodé par la chaleur, se fait remplacer par Paul Russo. Peu après, Pat Flaherty, alors en troisième position, commence à zigzaguer et échoue dans le mur nord, vraisemblablement victime de la canicule. Il est légèrement blessé. Si Vukovich et Cross semblent bien résister aux dures conditions de course, de nombreux pilotes n'hésitent pas à se faire relayer (au total, on comptera quinze changements de conducteurs).
En tête, Vukovich est hors d'atteinte. Il effectue son second ravitaillement peu avant le cent-vingtième tour, conservant sa position. Son avance est bientôt supérieure à un tour, elle montera à trois tours en fin d'épreuve, ses poursuivants ayant multiplié les arrêts. Les spectateurs reportent leur intérêt sur la lutte pour la seconde place : Art Cross a repris cette position peu après la mi-course, et semble en mesure de s'y maintenir, bénéficiant des arrêts de ses poursuivants. Cependant, il va devoir effectuer un bref passage au stand à la fin du cent-quatre-vingt-septième tour, permettant à Duane Carter et Russo de se rapprocher, relançant l'intérêt de la course. Russo (sur la voiture d'Agabashian) sera même pointé en deuxième position, avant que les officiels ne découvrent leur erreur. Cross termine finalement second, bien loin toutefois de Vukovich qui a reçu le drapeau à damiers plusieurs minutes auparavant, ayant survolé l'épreuve du début à la fin.

### Classements intermédiaires
Classements intermédiaires des monoplaces aux premier, deuxième, dixième, vingtième, quarantième, soixantième, quatre-vingtième, centième, cent-vingtième, cent-quarantième, cent-soixantième et cent-quatre-vingtième tours.

### Classement final

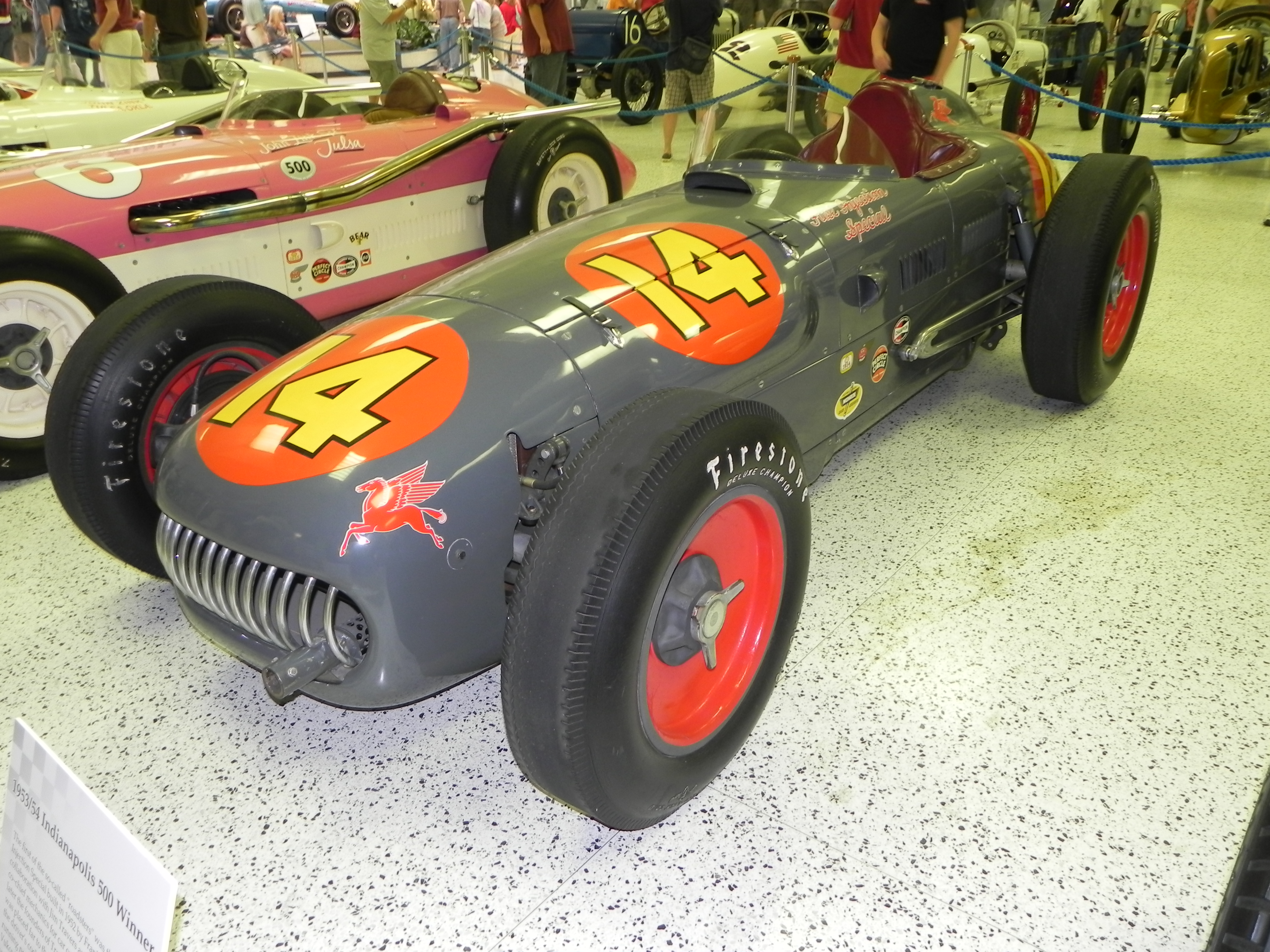
La Kurtis Kraft-Offenhauser de Bill Vukovich, victorieuse de l'édition 1953 des 500 miles d'Indianapolis.

| Pos. | no | Pilote                                         | Voiture                  | Tours | Temps/Abandon      | Points |
| 1    | 14 | Bill Vukovich                                  | Kurtis Kraft-Offenhauser | 200   | 3 h 53 min 01 s 69 | 9      |
| 2    | 16 | Art Cross                                      | Kurtis Kraft-Offenhauser | 200   | +3 min 30 s 87     | 6      |
| 3    | 3  | Sam Hanks Duane Carter                         | Kurtis Kraft-Offenhauser | 200   | +4 min 11 s 50     | 2      |
| 4    | 59 | Fred Agabashian Paul Russo                     | Kurtis Kraft-Offenhauser | 200   | +4 min 39 s 24     | 1,5    |
| 5    | 5  | Jack McGrath                                   | Kurtis Kraft-Offenhauser | 200   | +7 min 49 s 64     | 2      |
| 6    | 48 | Jimmy Daywalt (R)                              | Kurtis Kraft-Offenhauser | 200   | +8 min 10 s 21     |        |
| 7    | 2  | Jim Rathmann Eddie Johnson                     | Kurtis Kraft-Offenhauser | 200   | +8 min 46 s 02     |        |
| 8    | 12 | Ernie McCoy (R)                                | Stevens-Offenhauser      | 200   | +10 min 04 s 55    |        |
| 9    | 98 | Tony Bettenhausen Chuck Stevenson Gene Hartley | Kuzma-Offenhauser        | 196   | Accident           |        |
| 10   | 53 | Jimmy Davies                                   | Kurtis Kraft-Offenhauser | 193   | +7 tours           |        |
| 11   | 9  | Duke Nalon                                     | Kurtis Kraft-Novi        | 191   | Accident           |        |
| 12   | 73 | Carl Scarborough Bob Scott                     | Kurtis Kraft-Offenhauser | 190   | +10 tours          |        |
| 13   | 88 | Manny Ayulo                                    | Kuzma-Offenhauser        | 184   | Moteur             |        |
| 14   | 8  | Jimmy Bryan                                    | Schroeder-Offenhauser    | 183   | + 17 tours         |        |
| 15   | 49 | Bill Holland Jim Rathmann                      | Kurtis Kraft-Offenhauser | 177   | Magnéto            |        |
| 16   | 92 | Rodger Ward Andy Linden Duke Dinsmore          | Kurtis Kraft-Offenhauser | 177   | Transmission       |        |
| 17   | 23 | Walt Faulkner Johnny Mantz                     | Kurtis Kraft-Offenhauser | 176   | + 24 tours         |        |
| 18   | 22 | Marshall Teague (R)                            | Kurtis Kraft-Offenhauser | 169   | Fuite d'huile      |        |
| 19   | 62 | Spider Webb Johnny Thomson (R) Jackie Homes    | Kurtis Kraft-Offenhauser | 166   | Fuite d'huile      |        |
| 20   | 51 | Bob Sweikert                                   | Kuzma-Offenhauser        | 151   | Suspension         |        |
| 21   | 83 | Mike Nazaruk                                   | Turner-Offenhauser       | 146   | Transmission       |        |
| 22   | 77 | Pat Flaherty                                   | Kuzma-Offenhauser        | 115   | Accident           |        |
| 23   | 55 | Jerry Hoyt Chuck Stevenson Andy Linden         | Kurtis Kraft-Offenhauser | 107   | Surchauffe moteur  |        |
| 24   | 4  | Duane Carter                                   | Lesovsky-Offenhauser     | 94    | Allumage           |        |
| 25   | 7  | Paul Russo                                     | Kurtis Kraft-Offenhauser | 89    | Magnéto            |        |
| 26   | 21 | Johnnie Parsons                                | Kurtis Kraft-Offenhauser | 86    | Moteur             |        |
| 27   | 38 | Don Freeland (R)                               | Watson-Offenhauser       | 76    | Accident           |        |
| 28   | 41 | Gene Hartley                                   | Kurtis Kraft-Offenhauser | 53    | Accident           |        |
| 29   | 97 | Chuck Stevenson                                | Kuzma-Offenhauser        | 42    | Fuite d'essence    |        |
| 30   | 99 | Cal Niday (R)                                  | Kurtis Kraft-Offenhauser | 30    | Magnéto            |        |
| 31   | 29 | Bob Scott                                      | Bromme-Offenhauser       | 14    | Fuite d'huile      |        |
| 32   | 56 | Johnny Thomson (R)                             | Del Roy-Offenhauser      | 6     | Allumage           |        |
| 33   | 32 | Andy Linden                                    | Stevens-Offenhauser      | 3     | Accident           |        |

Un (R) indique que le pilote était éligible au trophée du «Rookie of the Year» (meilleur débutant de l'année), attribué à Jimmy Daywalt.

### Pole position et record du tour
- Pole position :  Bill Vukovich en 1 min 05 s 033 lors de la première séance de qualification (quatre tours en 4 min 20 s 13 - vitesse moyenne : 222,720 km/h).
- Meilleur tour en course :  Bill Vukovich en 1 min 06 s 24 (vitesse moyenne : 218,641 km/h) au vingt-septième tour.

### Tours en tête
- Bill Vukovich : 195 tours (1-48 / 54-200)
- Fred Agabashian : 1 tour (49)
- Jim Rathmann : 1 tour (50)
- Sam Hanks : 3 tours (51-53)

## Classement général à l'issue de la course
- attribution des points : 8, 6, 4, 3, 2 respectivement aux cinq premiers de chaque épreuve et 1 point supplémentaire pour le pilote ayant accompli le meilleur tour en course (signalé par un astérisque)
- Le règlement permet aux pilotes de se relayer sur une même voiture, les points éventuellement acquis étant alors partagés. Sam Hanks et Duane Carter marquent chacun deux points pour leur troisième place à Indianapolis, Fred Agabashian et Paul Russo marquent chacun un point et demi pour leur quatrième place dans cette même course.
- Sur dix épreuves qualificatives prévues pour le championnat du monde 1953, neuf seront effectivement courues : en septembre les organisateurs du Grand Prix d'Espagne (programmé le 26 octobre) annuleront l'épreuve à la suite de l'annonce du forfait de la Scuderia Ferrari pour cette course[6].

| Pos. | Pilote                | Écurie       | Points | ARG | 500 | NL | BEL | FRA | GBR | ALL | SUI | ITA | ESP |
| 1    | Alberto Ascari        | Ferrari      | 9      | 9*  | -   |    |     |     |     |     |     |     |     |
|      | Bill Vukovich         | Kurtis Kraft | 9      | -   | 9*  |    |     |     |     |     |     |     |     |
| 3    | Luigi Villoresi       | Ferrari      | 6      | 6   | -   |    |     |     |     |     |     |     |     |
|      | Art Cross             | Kurtis Kraft | 6      | -   | 6   |    |     |     |     |     |     |     |     |
| 5    | José Froilán González | Maserati     | 4      | 4   | -   |    |     |     |     |     |     |     |     |
| 6    | Mike Hawthorn         | Ferrari      | 3      | 3   | -   |    |     |     |     |     |     |     |     |
| 7    | Sam Hanks             | Kurtis Kraft | 2      | -   | 2   |    |     |     |     |     |     |     |     |
|      | Duane Carter          | Kurtis Kraft | 2      | -   | 2   |    |     |     |     |     |     |     |     |
|      | Oscar Alfredo Gálvez  | Maserati     | 2      | 2   | -   |    |     |     |     |     |     |     |     |
|      | Jack McGrath          | Kurtis Kraft | 2      | -   | 2   |    |     |     |     |     |     |     |     |
| 11   | Fred Agabashian       | Kurtis Kraft | 1,5    | -   | 1,5 |    |     |     |     |     |     |     |     |
|      | Paul Russo            | Kurtis Kraft | 1,5    | -   | 1,5 |    |     |     |     |     |     |     |     |

## À noter
- 1re victoire pour Bill Vukovich dans le cadre du championnat du monde.
- 3e victoire pour Kurtis Kraft en tant que constructeur dans le cadre du championnat du monde.
- 4e victoire pour Offenhauser en tant que motoriste dans le cadre du championnat du monde.
- En raison des températures très élevées (plus de 54 °C sur la piste), de nombreux pilotes partagent leur voiture :
  - Sam Hanks (151 tours) puis Duane Carter (49 tours)
  - Fred Agabashian (104 tours) puis Paul Russo (96 tours)
  - Jim Rathmann (112 tours) puis Eddie Johnson (88 tours)
  - Tony Bettenhausen (115 tours) puis Chuck Stevenson (44 tours) et Gene Hartley (37 tours)
  - Carl Scarborough (69 tours) puis Bob Scott (121 tours)
  - Bill Holland (141 tours) puis Jim Rathmann (36 tours)
  - Rodger Ward (138 tours) puis Andy Linden (29 tours) et Duke Dinsmore (10 tours)
  - Walt Faulkner (134 tours) puis Johnny Mantz (42 tours)
  - Spider Webb (112 tours) puis Johnny Thomson (45 tours) et Jackie Holmes (9 tours)
  - Jerry Hoyt (82 tours) puis Chuck Stevenson (13 tours) et Andy Linden (12 tours)
- Deux pilotes ont perdu la vie à l'occasion de cette épreuve :
  - Chet Miller s'est tué lors des essais du 15 mai 1953
  - Carl Scarborough est mort d'épuisement à cause de la chaleur ; il s'était retiré de la course au 69e tour et décédera plus tard dans le poste médical du circuit.

## Sources
- (en) Résultats complets sur le site officiel de l'Indy 500